# Apertura de los tres caballos
|       |       |       |       |       |       |       |       |       |  |
|       | a8 rd | b8    | c8 bd | d8 qd | e8 kd | f8 bd | g8 nd | h8 rd |  |
| a7 pd | b7 pd | c7 pd | d7 pd | e7    | f7 pd | g7 pd | h7 pd |       |  |
| a6    | b6    | c6 nd | d6    | e6    | f6    | g6    | h6    |       |  |
| a5    | b5    | c5    | d5    | e5 pd | f5    | g5    | h5    |       |  |
| a4    | b4    | c4    | d4    | e4 pl | f4    | g4    | h4    |       |  |
| a3    | b3    | c3 nl | d3    | e3    | f3 nl | g3    | h3    |       |  |
| a2 pl | b2 pl | c2 pl | d2 pl | e2    | f2 pl | g2 pl | h2 pl |       |  |
| a1 rl | b1    | c1 bl | d1 ql | e1 kl | f1 bl | g1    | h1 rl |       |  |
|       |       |       |       |       |       |       |       |       |  |

La Apertura de los tres caballos (ECO C46) es una de las formas más lógicas de plantear la apertura. Sigue estrictamente la norma de desarrollar antes los caballos que los alfiles, pero tienen la desventaja de que no ataca el peón de e5 y no prepara el enroque. Revela un espíritu poco ambicioso en el que el blanco se conforma con sacar las piezas, y confiar en su capacidad en el medio juego. Lo normal es que el negro opte por la Defensa de los cuatro caballos; hasta el punto de que se puede considerar la línea principal.
Línea principal
1.e4 e5

2.Cf3 Cc6

3.Cc3
1.e4 e5 2.Cf3 Cc6 3.Cc3 Ac5
1.e4 e5 2.Cf3 Cc6 3.Cc3 Ab4
1.e4 e5 2.Cf3 Cc6 3.Cc3 f5
1.e4 e5 2.Cf3 Cc6 3.Cc3 g6 4.d4 exd4 5.Cd5